# Notre-Dame-d'Elle
Notre-Dame-d'Elle is een voormalige gemeente in het Franse departement Manche in de regio Normandië en telt 122 inwoners (1999). De plaats maakt deel uit van het arrondissement Saint-Lô.

## Geschiedenis
Notre-Dame-d'Elle maakte deel uit van het kanton Saint-Clair-sur-l'Elle tot dat op 22 maart 2015 werd opgeheven en de gemeenten werden opgenomen in het op die dag gevormde kanton Pont-Hébert. Op 1 januari 2016 fuseerde Notre-Dame-d'Elle met Précorbin, Rouxeville, Saint-Jean-des-Baisants en Vidouville tot de commune nouvelle Saint-Jean-d'Elle. Hoewel de andere gemeenten deel uitmaakten van het kanton Condé-sur-Vire bleef Notre-Dame-d'Elle deel uitmaken van het kanton Pont-Hébert.

## Geografie
De oppervlakte van Notre-Dame-d'Elle bedraagt 2,8 km², de bevolkingsdichtheid is 43,6 inwoners per km².
De onderstaande kaart toont de ligging van Notre-Dame-d'Elle met de belangrijkste infrastructuur en aangrenzende gemeenten.

## Demografie
Onderstaande figuur toont het verloop van het inwonertal (bron: INSEE-tellingen).
Notre-Dame-d'Elle · Précorbin · Rouxeville · Saint-Jean-des-Baisants · Vidouville